# 認知電腦
認知電腦是一種試圖重現人腦行為，並且結合了人工智慧及機器學習演算法的晶片，一般採用神經形態工程的方法，其中一例為IBM公司以神經網路和深度學習實現的華生。IBM公司後續還開發了TrueNorth微晶片架構，與傳統電腦中使用的馮·諾依曼架構相比，其設計結構更加接近人腦。2017年，英特爾也公佈了自家版本的認知晶片「Loihi」，於2018年提供給大學及研究實驗室。英特爾、高通和其他公司也正逐步改進神經形態處理器，包括英特爾的Pohoiki Beach和Springs系統。

## IBM TrueNorth 晶片

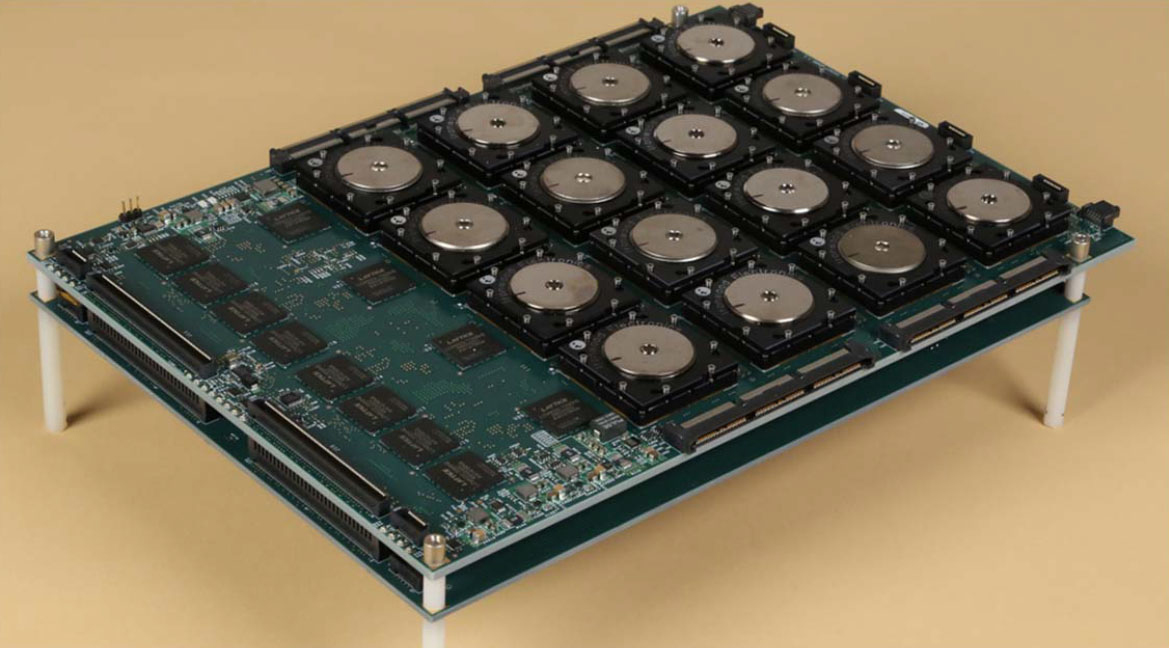
具有16個TrueNorth晶片的DARPASyNAPSE電路板

TrueNorth是IBM在2014年生產的神經形態CMOS積體電路，是設計於單晶片上的多核處理器網路，有4096個核心，每個核心有256個可程式設計的模擬神經元，共約一百萬個神經元。每個神經元有256個可程式設計、在彼此間互相傳遞訊號的「突觸」。因此，可程式設計突觸的總數稍多於2.68億（228），其基本電晶體數量為54億。由於記憶、計算和通訊是在4096個神經突觸核心中處理，因此TrueNorth避開了馮-諾伊曼架構瓶頸，且非常節能，IBM聲稱其功耗為70毫瓦，功率密度是傳統微處理器的萬分之一。因為SyNAPSE晶片只會消耗計算所需的功率，因此運作時的功率及溫度較低。Skyrmions已被提議作為晶片上的突觸模型。

## 英特爾 Loihi 晶片
英特爾的自我學習神經形態晶片「Loihi」（於2017年生產），可能是以夏威夷海山Lō'ihi命名，它依人腦設計，提供了可觀的功率效率。英特爾聲稱，比起訓練與Loihi性能相匹的神經網路所需的通用計算功率，Loihi的功率效率高了約1000倍。理論上，這將同時支援在同一矽晶片上進行機器學習訓練和推理，而不必受到雲端連接的影響，比使用卷積神經網路（CNN）或深度學習神經網路更有效率。英特爾指出，人類心跳監測系統會在運動或進食等事件後讀取數據，然後使用認知計算晶片將資料正規化並算出「正常」心跳，查看是否異常，也可以應對任何新的事件或狀況。
第一版的Loihi晶片使用了英特爾的14奈米製程，有128個叢集，每個叢集有1024個人造神經元，總共有131,072個模擬神經元。這提供了大約1.3億個突觸，與人腦的800萬億個突觸相比仍有相當大的差距，並且落後於IBM的TrueNorth  ，後者透過使用64乘以4,096個核心擁有大約2.56億個突觸。現在有40多個學術研究團體能夠出於研究目的以USB的規格使用Loihi。 最近的進展包含一個名為Pohoiki Beach的64核晶片（以Isaac Hale海灘公園命名，該公園又稱為Pohoiki）。
2019年10月，羅格斯大學的研究人員發表了一篇研究論文，展示了英特爾的 Loihi 在解決同時定位與地圖構建所具備的的能源效率。
2020 年 3 月，英特尔和康奈尔大学发表了一篇研究论文，证明英特尔的 Loihi 能够识别不同的危險物質，最终可以協助“诊断疾病、偵测武器和爆炸物、发现毒品，以及发现烟雾和一氧化碳的征兆”。 

## SpiNNaker
SpiNNaker（Spiking Neural Network Architecture，脈衝神經網路架構）是由曼徹斯特大學電腦科學系的高級處理器技術研究小組（APT）所設計的大規模平行處理的多核超級計算機架構。

## 批評
認知電腦的方法和定義有很多，各方法的成效可能有所差異。 
具體而言，有些批評者認為，像華生那樣有一間房間大的電腦無法取代三磅重的人腦，也有一些人指出，單一系統很難將這麼多的元素整合在一起，比如不同的資訊來源以及計算資源。在2018年世界經濟論壇期間，有專家聲稱，認知系統可能會被開發者的偏見影響，這點在Google圖像辨識或計算機視覺演算法的案例中得到了證實，該演算法在辨識非裔美國人時有所缺陷。

## 連結
http://www.foxnews.com/tech/2018/01/09/ces-2018-intel-gives-glimpse-into-mind-blowing-future-computing.html （页面存档备份，存于）